# Schwarze Hefte
Schwarze Hefte ist die Bezeichnung für die schwarz eingebundenen Denktagebücher des Philosophen Martin Heidegger, die er von 1931 bis 1975 mit postumer Publikationsabsicht erstellte. Seine Aufzeichnungen sollten in geplanten neun Bänden (fast 1300 Seiten) erscheinen und die Gesamtausgabe abschließen.

## Namensursprung
Der Name stammt von der schwarzen Farbe des Einbandes. Der ehemalige Privatassistent Heideggers Friedrich-Wilhelm von Herrmann bezweifelte, dass der Titel „Schwarze Hefte“ auf Heidegger selbst zurückging. Peter Trawny, der Herausgeber der „Schwarzen Hefte“, wies diese Behauptung zurück. Diese Bezeichnung habe Heidegger selbst erfunden und verwendet, weil er in einer Notiz selbst von den „Aufzeichnungen der schwarzen Hefte“ gesprochen habe. Die Hefte tragen zum größten Teil einfache Überschriften wie „Überlegungen“, „Anmerkungen“, „Vier Hefte“, „Winke“ und „Vorläufiges“.
Mit kleinen Skizzen versuchte Heidegger, eine große Erzählung von Aufgang und Untergang und erneutem Aufgang des „Seyns“ und des „Menschentums“ zu konturieren, die zugleich sichtbar zu machen prätendiert, „was jetzt geschieht“.

## Inhalt
- Überlegungen II–VI (1931–1938): Auseinandersetzung mit der Entscheidung zum einjährigen Rektorat an der Universität Freiburg 1933/34.[4]
- Überlegungen VII–XI (1938/39): Zunehmende Kritik am Bolschewismus und an der Rassentheorie als Verkörperungen der „Machenschaft“. Das „Judentum“ gerät zum ersten Mal auf problematische Weise in den Blick.
- Überlegungen XII–XV (1939–1941): Deutungen des Weltkriegs und des Alltags als „Zeichen“ der „Machenschaft“ in allen Lebensbereichen.
- Anmerkungen I–V (1942–1948): Deutungen des geistigen Untergangs der Deutschen. Weitere problematische Äußerungen zum Judentum. Die Nachkriegszeit wird als Selbstverrat des deutschen Auftrags, den „anderen Anfang“ der Seinsgeschichte zu stiften, erfahren. Heidegger thematisiert auch seine Reaktionen auf den Entzug der Lehrberechtigung durch den Senat der Universität Freiburg am 19. Januar 1946.

## Diskussion
Der dritte, zur Frage nach Heideggers Verhältnis zum Antisemitismus von Fachphilosophen und im Feuilleton der Zeitungen in der Folge besonders rezipierte Band der „Schwarzen Hefte“ (1939–1941) erschien im März 2014. Für eine Zusammenfassung der Debatte siehe Die Heidegger-Kontroverse.
Der erste (1931–1938) und zweite Band (1938/39) erschienen im Februar und März 2014. Der vierte Band (1942–1948) erschien im März 2015. Es fehlen noch die Überlegungen I, das erste Heft überhaupt. Laut Aussage des Verlags Vittorio Klostermann vermutet die Familie Heidegger, Heidegger habe das Heft Überlegungen I vor langer Zeit verliehen und nicht zurückerhalten.
Von den insgesamt 33 Wachstuchheften galt auch jenes aus den Jahren 1945/46 lange Zeit als verschollen. Heidegger hatte es der Mutter von Silvio Vietta geschenkt. Kurz vor der Veröffentlichung der anderen „Schwarzen Hefte“ 2014 tauchte es aus dessen Bestand wieder auf. Im Heft gebe es, so Vietta, „keinen einzigen Satz gegen Juden, kein einziges antisemitisches Wort“. Dem widersprach der Herausgeber des Bandes, Peter Trawny. Nach Verhandlungen mit dem Literaturarchiv Marbach wurde das Heft im Jahr 2015 im Band 97 veröffentlicht.

## Ausgabe
- Peter Trawny (Hrsg.): Martin Heidegger: Überlegungen II–VI (Schwarze Hefte 1931–1938). Gesamtausgabe Band 94. Klostermann, Frankfurt am Main 2014, ISBN 978-3-465-03814-6.
- Peter Trawny (Hrsg.): Martin Heidegger: Überlegungen VII–XI (Schwarze Hefte 1938/39). Gesamtausgabe Band 95. Klostermann, Frankfurt am Main 2014, ISBN 978-3-465-03832-0.
- Peter Trawny (Hrsg.): Martin Heidegger: Überlegungen XII–XV (Schwarze Hefte 1939–1941). Gesamtausgabe Band 96. Klostermann, Frankfurt am Main 2014, ISBN 978-3-465-03838-2.
- Peter Trawny (Hrsg.): Martin Heidegger: Anmerkungen I–V (Schwarze Hefte 1942–1948). Gesamtausgabe Band 97. Klostermann, Frankfurt am Main 2015, ISBN 978-3-465-03870-2.
- Peter Trawny (Hrsg.): Martin Heidegger: Anmerkungen VI–IX (Schwarze Hefte 1948/9–1951). Gesamtausgabe Band 98. Klostermann, Frankfurt am Main 2018, ISBN 978-3-465-00583-4.
- Peter Trawny (Hrsg.): Martin Heidegger: Winke I und II (Schwarze Hefte 1957–1959). Gesamtausgabe Band 101. Klostermann, Frankfurt am Main 2020, ISBN 978-3-465-01734-9.
- Peter Trawny (Hrsg.): Martin Heidegger: Vorlaufiges I–IV (Schwarze Hefte 1963–1970). Gesamtausgabe Band 102. Klostermann, Frankfurt am Main 2021, ISBN 978-3-465-02687-7.